# Henk van Zuiden

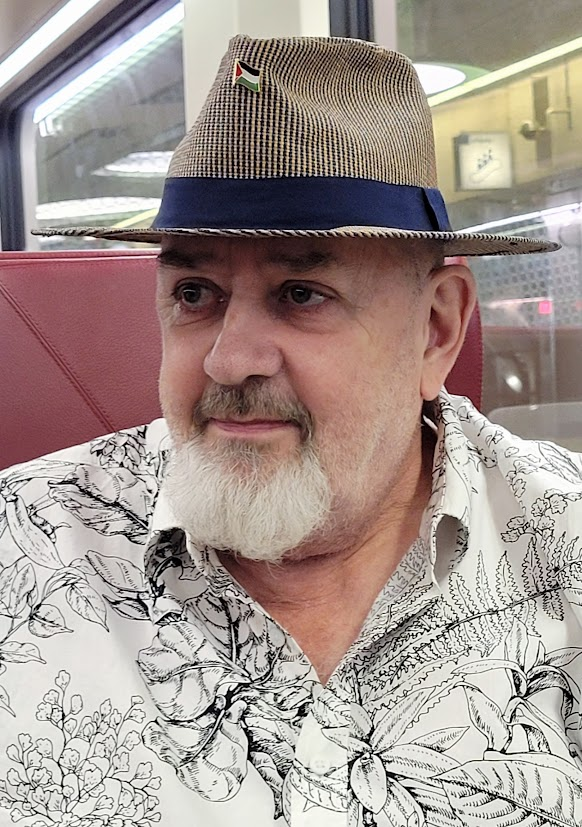
zomer 2024, in de trein Basel-Venlo. Foto; Henk J. Smid

Henk van Zuiden (Apeldoorn, 7 januari 1951) is een Nederlandse dichter, schrijver en bloemlezer.
Als zevende zoon is hij de hekkensluiter van een familie die ook vijf dochters rijk is. Zijn vader had een klein granito- en terrazzo-bedrijf. Op 25-jarige leeftijd vertrok Van Zuiden naar Den Haag. Van 2005 tot 2012 was hij redacteur van Poëziereeks De Windroos (Uitgeverij Holland), hij werkte daarnaast parttime werk bij de Stichting Proefdiervrij (tot december 2012). Van Zuiden was coördinator van de Eenzame Uitvaart in Den Haag en werkte sinds 2013 als uitvaartdichter, hij schreef in opdracht van nabestaanden een uitvaartgedicht. Met het schrijven van gedichten in opdracht, zijn werk voor de Eenzame Uitvaart in Den Haag en het samenstellen van bloemlezingen met gedichten, is hij om gezondheidsredenen in 2018 mee gestopt. 
In 1981 verscheen de eerste door hem samengestelde bloemlezing met proza en poëzie: Bericht voor de kalme wandelaar. Twee jaar later wordt zijn poëziedebuut gepubliceerd: Monument voor moeder. In 2008 verscheen de jubileumbloemlezing uit eigen werk: Ik schreef het toch. Henk van Zuiden heeft inmiddels zoveel bloemlezingen op zijn naam dat hij ook wel de Bloemlezer des Vaderlands wordt genoemd.